# Лапичи (станция)
Ла́пичи (бел. Лапiчы) — грузо-пассажирская железнодорожная станция, расположенная на неэлектрифицированной железнодорожной ветке Верейцы — Гродзянка линии Минск — Осиповичи в Осиповичском районе, Могилёвская область, Беларусь.
Находится между остановочными пунктами Цель и Осово.
По состоянию на 2020 год грузопассажирские перевозки с высадкой на станции выполняются ежедневно два раза в день тепловозом М62 по маршруту Осиповичи I — Гродзянка. Примерное время в пути со всеми остановками от станции Осиповичи I (начало полного маршрута) — 46 минут, от станции Верейцы — 21 минут, от станции Гродзянка — 43 минуты.
Станция расположена на границе посёлка Лапичи; в непосредственной близости от станции также находится деревня Ручей. 